# 대한민국 상법 제193조
대한민국 상법 제193조는 설립무효, 취소판결의 효과에 대한 상법 회사법의 조문이다.

## 조문
상법 제193조 (설립무효, 취소판결의 효과)  ① 설립무효의 판결 또는 설립취소의 판결이 확정된 때에는 해산의 경우에 준하여 청산하여야 한다.
 ② 전항의 경우에는 법원은 사원 기타의 이해관계인의 청구에 의하여 청산인을 선임할 수 있다.

第193條 (設立無效, 取消判決의 效果) ① 設立無效의 判決 또는 設立取消의 判決이 確定된 때에는 解散의 境遇에 準하여 淸算하여야 한다.
②前項의 境遇에는 法院은 社員 其他의 利害關係人의 請求에 依하여 淸算人을 選任할 수 있다.